# Seznam škol a školských zařízení plzeňské diecéze
Seznam škol a školských zařízení, která na území plzeňské diecéze zřizuje římskokatolická církev.

## Střední školy
- Církevní gymnázium Plzeň (zřizovatel: Biskupství plzeňské)
- Církevní střední odborná škola ve Spáleném Poříčí (zřizovatel: Biskupství plzeňské)

## Ostatní školská zařízení
- Salesiánské středisko mládeže - dům dětí a mládeže Plzeň (zřizovatel: Salesiáni Dona Bosca)